# صعل بای سیپلن بس
صعل بای سیپلن بس (به انگلیسی: Seal Bay Seaplane Base) یک فرودگاه همگانی با کد یاتا SYB است که یک باند فرود آب دارد. این فرودگاه در کشور ایالات متحده آمریکا قرار دارد و در ارتفاع ۰ متری از سطح دریا واقع شده است.